# Dylan Olsen
Dylan Olsen, född 3 januari 1991, är en amerikanskfödd kanadensisk professionell ishockeyspelare som spelar för Florida Panthers i NHL. Han har tidigare spelat för Chicago Blackhawks.
Olsen draftades i första rundan i 2009 års draft av Chicago Blackhawks som 28:e spelare totalt.